# Constanta cosmologică

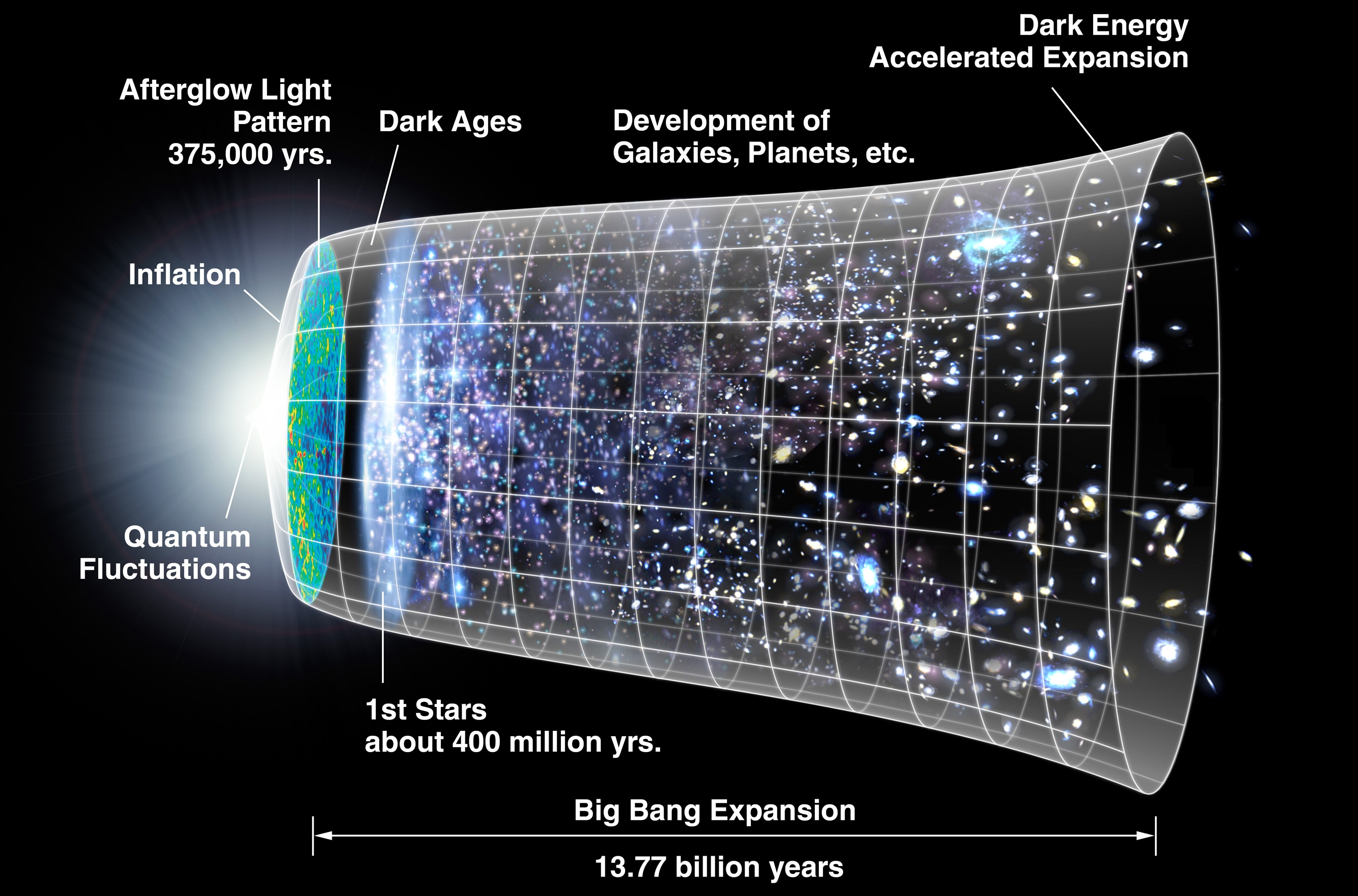
Schița în modelul ΛCDM. Expansiunea accelerată din ultima treime a cronologiei reprezintă.

În cosmologie⁠(d), constanta cosmologică (de obicei, indicată prin litera grecească lambda: Λ) este densitatea de energie a spațiului sau „energia vidului⁠(d)” care apare în ecuațiile de câmp ale relativității generale a lui Albert Einstein. Este strâns asociată cu noțiunile de energie întunecată și chintesență.
Einstein a introdus conceptul în 1917 pentru a contrabalansa efectele gravitației și a obține un univers static⁠(d), o noțiune care era viziunea acceptată la vremea respectivă. Einstein a abandonat conceptul în 1931 după ce Hubble a descoperit că universul este în expansiune. Din anii 1930 până la sfârșitul anilor 1990, majoritatea fizicienilor au presupus că constanta cosmologică este egală cu zero. Acest lucru s-a schimbat odată cu descoperirea surprinzătoare din 1998 că expansiunea universului accelerează⁠(d), ceea ce implică posibilitatea ca constanta cosmologică să aibă valoare pozitivă nenulă.
Din anii 1990, studiile au arătat că aproximativ 68% din densitatea de masă-energie a universului poate fi pusă pe seama așa-numitei energii întunecate. Constanta cosmologică Λ este cea mai simplă explicație posibilă pentru energia întunecată și este folosită în modelul actual standard al cosmologiei cunoscut sub numele de modelul ΛCDM. Energia întunecată este puțin înțeleasă la nivel fundamental, dar principalele proprietăți necesare ale energiei întunecate sunt că funcționează ca un fel de anti-gravitați, se diluează mult mai lent decât materia în timp ce universul se extinde și se adună mult mai slab decât materia, sau poate deloc. 
Conform teoriei cuantice a câmpurilor (QFT) care stă la baza fizicii particulelor moderne, spațiul vid este definit de starea vidului⁠(d), care este o colecție de câmpuri cuantice. Toate aceste câmpuri cuantice prezintă fluctuații ale stării lor fundamentale (cea mai mică densitate de energie) care rezultă din energia de punct zero⁠(d) prezentă peste tot în spațiu. Aceste fluctuații de punct zero ar trebui să acționeze ca o contribuție la constanta cosmologică Λ, dar atunci când se efectuează calculele, aceste fluctuații dau naștere unei energii de vid enorme. Discrepanța dintre energia de vid teoretizată în QFT și energia de vid observată în cosmologie este o sursă majoră de controverse, valorile prezise depășind observațiile cu aproximativ 120 de ordine de mărime, o discrepanță care a fost numită „cea mai rea predicție teoretică din istoria fizicii!”. Această problemă se numește problema constantei cosmologice⁠(d) și este unul dintre cele mai mari mistere nerezolvate ale științei, mulți fizicieni crezând că „vidul deține cheia unei înțelegeri complete a naturii”.

## Istorie
Einstein a inclus constanta cosmologică ca termen în ecuațiile sale de câmp pentru relativitatea generală pentru că era nemulțumit că altfel ecuațiile lui nu ar fi permis, aparent, un univers static⁠(d): gravitația ar fi determinat contracția unui univers care inițial s-ar afla în echilibru dinamic. Pentru a contracara această posibilitate, Einstein a adăugat constanta cosmologică. Cu toate acestea, curând după ce Einstein și-a dezvoltat teoria statică, observațiile lui Edwin Hubble au arătat că universul pare să se extindă; aceasta era în concordanță cu existența unei soluții cosmologice la ecuațiile originale ale relativității generale, care fuseseră descoperite de matematicianul Friedmann, care lucra la ecuațiile Einstein din relativitatea generală. Einstein avea să vorbească despre faptul că nu a acceptat validitatea ecuațiilor sale — când ele preziceau expansiunea universului în teorie, înainte ca aceasta să fie demonstrată prin observația deplasării spre roșii cosmologice — drept „cea mai mare gafă” a lui.
De fapt, adăugarea constantei cosmologice la ecuațiile lui Einstein nu conduce la un univers static în echilibru, deoarece echilibrul este instabil: dacă universul se extinde ușor, atunci expansiunea eliberează energie de vid⁠(d), ceea ce provoacă și mai multă extindere. De asemenea, un univers care se contractă ușor va continua să se contracte.
Cu toate acestea, constanta cosmologică a rămas un subiect de interes teoretic și empiric. Empiric, asaltul datelor cosmologice din ultimele decenii sugerează că universul nostru are o constantă cosmologică pozitivă. Explicația acestei valori mici dar pozitive este o provocare teoretică remarcabilă, așa-numita problemă a constantei cosmologice⁠(d). 
Unele generalizări timpurii ale teoriei gravitaționale a lui Einstein, cunoscute ca teoriile de câmp unificate clasice⁠(d), fie introduceau o constanță cosmologică pe temei teoretic, fie descopereau că aceasta apare în mod natural din matematică. De exemplu, Sir Arthur Stanley Eddington a susținut că versiunea cu constantă cosmologică a ecuației de câmp a vidului exprimă proprietatea „epistemologică” că universul se „auto-reglează” și teoria pur afină⁠(d) a lui Erwin Schrödinger folosind un simplu principiu variațional⁠(d) a produs ecuația câmpului cu un termen cosmologic. 

## Ecuație

Rapoartele estimate ale materiei întunecate și energiei întunecate (care poate fi constanta cosmologică) în univers. Conform teoriilor actuale ale fizicii, energia întunecată domină acum ca cea mai mare sursă de energie a universului, spre deosebire de epoca anterioară, când era nesemnificativă.

Constanta cosmologică Λ apare în ecuația de câmp a lui Einstein în forma 
{\displaystyle R_{\mu \nu }-{\tfrac {1}{2}}Rg_{\mu \nu }+\Lambda g_{\mu \nu }={8\pi G \over c^{4}}T_{\mu \nu },}
unde tensorul/scalarul Ricci R și tensorul metric g descriu structura spațiu-timpului, tensorul energie-impuls T descrie densitatea de energie și impuls și fluxul materiei din acel punct în spațiu-timp, iar constantele universale G și c sunt factori de conversie care apar din utilizarea unităților tradiționale de măsurare. Atunci când λ este zero, aceasta se reduce la ecuația de câmp a relativității generale folosită de obicei la mijlocul secolului al XX-lea. Atunci când T este zero, ecuația de câmp descrie spațiul vid. 
Constanta cosmologică are același efect ca o densitate intrinsecă de energie a vidului, ρvid (și o presiune asociată). În acest context, este frecvent mutat pe partea dreaptă a ecuației și definit cu un factor de proporționalitate de 8π : Λ = 8πρvid, unde sunt utilizate convențiile de unitate ale relativității generale (altfel factorii G și c apar și ei, adică Λ = 8π(G/c2)ρvac = κρvac, unde κ este constanta lui Einstein⁠(d)). Este comun să se citeze în mod direct valori ale densității energetice, deși se folosește încă denumirea „constantă cosmologică”, cu convenția⁠(d) 8πG = 1. Dimensiunea reală a lui Λ este o lungime-2. 
Date fiind valorile Planck (2018) pentru ΩΛ = 0.6889±0.0056 și H0 = 67.66±0.42 (km/s)/Mpc = (2.1927664±0.0136)×10−18 s−1, λ are valoarea de 
{\displaystyle \Lambda =1.1056\times 10^{-52}\,{\text{m}}^{-2},}
sau 2.888×10−122 în unități Planck reduse sau 4.33×10−66 eV2 în unități naturale. 
O densitate energetică de vid pozitivă rezultată dintr-o constantă cosmologică implică o presiune negativă și viceversa. Dacă densitatea energetică este pozitivă, presiunea negativă asociată va conduce la o expansiune accelerată a universului, așa cum se observă. (Vezi energie întunecată și inflație cosmică pentru detalii.) 

### ΩΛ(Omega Lambda)
În loc de constanta cosmologică în sine, cosmologii se referă adesea la raportul dintre densitatea energetică datorată constantei cosmologice și densitatea critică⁠(d) a universului, punctul în care densitatea este suficientă pentru a opri universul să se extindă la nesfârșit. Acest raport este de obicei notat cu Ωλ, și este estimat la 0.6889±0.0056, potrivit rezultatelor publicate de Planck⁠(d) în 2018. 
Într-un univers plat, Ω Λ este fracțiunea de energie a universului datorată constantei cosmologice, adică ceea ce am numi intuitiv fracțiunea de univers care este alcătuită din energie întunecată. Această valoare se modifică însă în timp: densitatea critică se modifică cu timpul cosmologic⁠(d), dar densitatea energetică datorată constantei cosmologice rămâne neschimbată pe tot parcursul istoriei universului: cantitatea de energie întunecată crește odată cu creșterea universului, în timp ce cantitatea de materie nu.

### Ecuația de stare
Un alt raport care este folosit de oamenii de știință este ecuația de stare, denumită de obicei w, care este raportul dintre presiunea pe care energia întunecată o pune asupra universului și energia pe unitatea de volum. Acest raport este w = −1 pentru o constantă cosmologică adevărată și este, în general, diferit pentru formele de energie a vidului alternative, cum ar fi chintesența. Colaborarea Planck (2018) a măsurat w = −1.028±0.032, consistent cu valoarea −1, presupunând că nu există o evoluție a lui w în timp cosmic.

## Valoare pozitivă

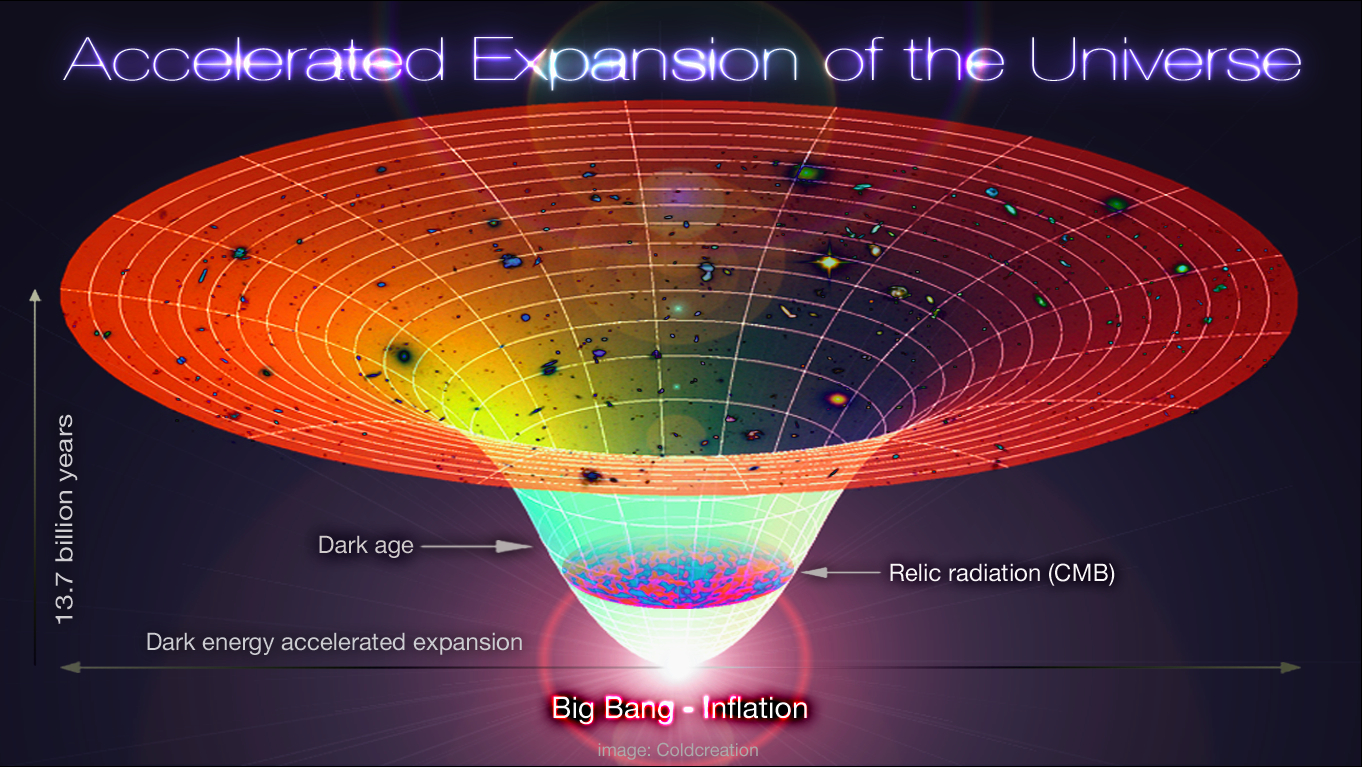
Lambda-CDM, expansiunea accelerată a universului. Timpul din această diagramă schematică se extinde de la epoca Big Bang / epoca de inflație de acum 13,7 miliarde de ani până la momentul cosmologic actual.

Observațiile anunțate în 1998 referitoare la relația între distanță și deplasarea spre roșu la supernovele de tip I a indicat că expansiunea Universului se accelerează. Când s-au combinat cu măsurători ale radiației cosmice de fundal, acestea au implicat o valoare de Ω λ ≈ 0,7, un rezultat care a fost susținut și rafinat de măsurători mai recente. Există și alte cauze posibile ale accelerării universului⁠(d), cum ar fi chintesența, dar constanta cosmologică este în cea mai mare parte cea mai simplă soluție. Astfel, actualul model standard al cosmologiei, modelul Lambda-CDM, include constanta cosmologică, care este măsurată ca fiind de ordinul a 10-52 m-2, în unități metrice. Acesta este adesea exprimat ca 10-35 s-2 sau 10-122 în alte sisteme unitare. Valoarea se bazează pe măsurătorile recente ale densității de energie a vidului, {\displaystyle \rho _{\text{vid}}=5.96\times 10^{-27}{\text{ kg/m}}^{3}}  sau 10-47 GeV4, 10-29 g / cm3 în alte sisteme unitare. 
După cum s-a văzut abia recent, prin lucrările lui Hooft, Susskind și alții, o constantă cosmologică pozitivă are consecințe surprinzătoare, cum ar fi o entropie maximă finită a universului observabil (vezi principiul holografic).

## Predicții

### Teoria cuantică a câmpului
O problemă majoră esențială este că majoritatea teoriilor cuantice ale câmpurilor prezic o valoare imensă pentru vidul cuantic. O presupunere comună este că vidul cuantic este echivalent cu constanta cosmologică. Deși nu există nicio teorie care să susțină această presupunere, ea poate fi argumentată.
Astfel de argumente se bazează, de obicei, pe analiza dimensională și pe teoria efectivă a câmpului⁠(d). Dacă universul este descris de o teorie efectivă locală a câmpului cuantic până la scara Planck, atunci este de așteptat o constantă cosmologică de ordinul a {\displaystyle M_{\rm {pl}}^{2}}({\displaystyle 6\times 10^{54}\,{\text{eV}}^{2}}) în unități naturale sau 1 în unitatea Planck redusă). După cum s-a menționat mai sus, constanta cosmologică măsurată este mai mică decât aceasta cu un factor de ~10-120. Această discrepanță a fost numită „cea mai rea predicție teoretică din istoria fizicii!”.
Unele teorii supersimetrice necesită o constantă cosmologică exact zero, ceea ce complică și mai mult lucrurile. Aceasta este problema constantei cosmologice⁠(d), cea mai gravă problemă de reglaj fin⁠(d) din fizică: nu există o modalitate naturală cunoscută de a extrage constanta cosmologică mică folosită în cosmologie⁠(d) din fizica particulelor. 

### Principiul antropic
O posibilă explicație pentru valoarea mică, dar nenulă, a fost consemnată de Steven Weinberg în 1987 ca urmare a principiului antropic. Weinberg explică că dacă energia vidului ar avea valori diferite în diferite domenii ale universului, atunci observatorii ar măsura în mod necesar valori similare cu cele observate: formarea structurilor de susținere a vieții ar fi suprimată în domenii în care energia vidului este mult mai mare. Mai exact, dacă energia de vid este negativă și valoarea absolută a acesteia este substanțial mai mare decât pare să fie în universul observat (adică, cu un factor de 10 ori mai mare), menținând constante toate celelalte variabile (de exemplu, densitatea materiei), ar însemna că universul este închis; în plus, durata sa de viață ar fi mai scurtă decât vârsta universului nostru, posibil prea scurtă pentru a forma viață inteligentă. Pe de altă parte, un univers cu o constantă constantă cosmologică pozitivă s-ar extinde prea repede, împiedicând formarea galaxiilor. Potrivit lui Weinberg, domeniile în care energia vidului este compatibilă cu viața ar fi relativ rare. Folosind acest argument, Weinberg a prezis că constanta cosmologică ar avea o valoare ceva mai mică decât de 100 ori valoarea acceptată în prezent. În 1992, Weinberg a îmbunătățit această predicție a constantei cosmologice la de 5 până la 10 ori densitatea materiei.
Acest argument depinde de lipsa unei variații a distribuției (spațială sau de altă natură) în densitatea de energie a vidului, așa cum ar fi de așteptat dacă energia întunecată ar fi constanta cosmologică. Nu există nici o dovadă că energia vidului ar varia, dar poate fi așa dacă, de exemplu, energia vidului ar fi (chiar și parțial) potențialul unui câmp scalar, cum ar fi inflatonul⁠(d) rezidual (vezi și chintesența). O altă abordare teoretică care se ocupă de această problemă este cea a teoriilor multiversurilor, care prezic un număr mare de universuri „paralele” cu legi ale fizicii și / sau valori ale constantelor fundamentale diferite. Din nou, principiul antropic afirmă că nu putem trăi decât într-unul din universurile care este compatibil cu o formă de viață inteligentă. Criticii susțin că aceste teorii, atunci când sunt folosite ca explicații pentru ajustarea finală, comit eroarea inversă a jucătorului⁠(d). 
În 1995, argumentul lui Weinberg a fost rafinat de Alexandr Vilenkin pentru a prezice o valoare pentru constanta cosmologică care era de numai zece ori mai mare decât densitatea materiei, adică aproximativ de trei ori valoarea actuală determinată de atunci.